# Tamaria triseriata
Tamaria triseriata är en sjöstjärneart som först beskrevs av Fisher 1906.  Tamaria triseriata ingår i släktet Tamaria och familjen Ophidiasteridae. Inga underarter finns listade i Catalogue of Life.